# Абердэр Атлетик
Футбольный клуб «Абердэр Атлетик» (англ. Aberdare Athletic Football Club) был образован в 1893 году в Абердэре, Уэльс. Несмотря на то, что футбольный клуб базировался в Уэльсе, он вступил в Футбольную лигу Англии в 1921 году, но выбыл из неё в 1927 году. Его место занял «Торки Юнайтед». В 1928 году «Абердэр Атлетик» прекратил своё существование.

## История

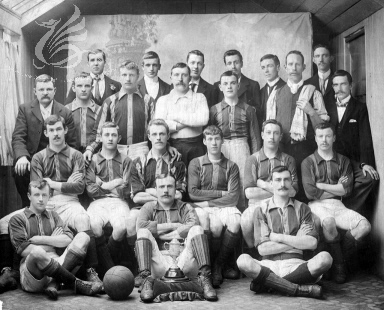
«Абердэр Атлетик» в сезоне 1908/09

Футбольный клуб «Абердэр Атлетик» был образован в 1893 году в валлийском городе Абердэр. В 1904, 1905 и 1923 году клуб выходил в финал Кубок Уэльса, однако проиграл во всех этих финалах. В сезоне 1920/21 клуб выступил в «валлийскую секцию» (Welsh Section) Южной лиги и завершил сезон на 2-м месте. После этого клуб получил приглашение в Третий южный дивизион Футбольной лиги, дебютировав в нём в сезоне 1921/22.
«Абердэр Атлетик» провёл в Футбольной лиге шесть сезонов. Лучшим результатом стало 8-е место в сезоне 1921/22. В 1926 году клуб объединился с  командой «Абераман Атлетик», после чего «Абердэр Атлетик» продолжил играть в Футбольной лиге, а резервная команда клуба выступала в Валлийской футбольной лиге под названием «Абердэр энд Абераман Атлетик» (англ. Aberdare & Aberaman Athletic).
«Абердэр Атлетик», как и все футбольные клубы из южного Уэльса, не пользовался большой зрительской популярностью: валлийцы больше любили регби. В 1920-е годы, в период Великой депрессии, посещаемость матчей сильно упала из-за безработицы и постоянных забастовок рабочих местных валлийских шахт.
7 ноября 1923 года в пожаре сгорела главная трибуна домашнего стадиона команды вместе с офисными помещениями и комплектами формы для игроков. У клуба не было денег на покупку новых комплектов форм, после чего руководство обратилось с просьбой о помощи к болельщикам. Болельщики собрали футбольные бутсы для игроков клуба «со всей округи», а на ближайшую после пожара игру против «Брайтона» игроки вышли в футболках янтарного цвета с чёрными полосками (вероятно, их передал «Ньюпорт Каунти»).
Однако уже в сезоне 1926/27 «Абердэр Атлетик» занял последнее место в Третьем южном дивизионе, после чего не был переизбран в Футбольную лигу; его место занял «Торки Юнайтед». После этого клуб под названием «Абердэр энд Абераман Атлетик» вступил в Южную лигу.
В Южной лиге клуб провёл только один сезон (1927/28), после чего «Абераман Атлетик» решил отделиться от «Абердэра», и последний де-факто прекратил своё существование.
После Второй мировой войны, в 1945 году вновь был основан клуб «Абердэр энд Абераман Атлетик», но уже в 1947 году клуб вновь разделился на две независимые команды. «Абердэр Таун» существует по сей день и выступает в Валлийской футбольной лиге.
На протяжении своей истории клуб выступал в футболках разных цветов, наиболее известными из которых были бордово-белые, сине-жёлтые с вертикальными полосками, бордово-голубые, чёрно-жёлтые с вертикальными полосками. Шорты у команды всегда были белого цвета, гетры —бордовые, синие и чёрные.

## Достижения
- Чемпион Валлийской футбольной лиги[англ.] (4): 1904/05, 1908/09, 1911/12, 1920/21

## Статистика выступлений в Футбольной лиге и Кубке Англии
| Сезон                               | Дивизион                            | Поз.                                | М   | В  | Н  | П   | МЗ  | МП  | Очки | Кубок Англии | Примечание                      |
| ----------------------------------- | ----------------------------------- | ----------------------------------- | --- | -- | -- | --- | --- | --- | ---- | ------------ | ------------------------------- |
| 1921/22                             | 3-й                                 | 8                                   | 42  | 17 | 10 | 15  | 57  | 24  | 44   |              |                                 |
| 1922/23                             | 3-й                                 | 21                                  | 42  | 9  | 11 | 22  | 42  | 70  | 29   | 1-й раунд    |                                 |
| 1923/24                             | 3-й                                 | 12                                  | 42  | 12 | 14 | 16  | 45  | 58  | 38   | 1-й раунд    |                                 |
| 1924/25                             | 3-й                                 | 18                                  | 42  | 14 | 9  | 19  | 54  | 67  | 37   |              |                                 |
| 1925/26                             | 3-й                                 | 9                                   | 42  | 17 | 9  | 17  | 74  | 66  | 42   | 3-й раунд    |                                 |
| 1926/27                             | 3-й                                 | 22                                  | 42  | 9  | 7  | 26  | 62  | 101 | 25   | 1-й раунд    | Не переизбран в Футбольную лигу |
| Общая статистика в Футбольной лиге: | Общая статистика в Футбольной лиге: | Общая статистика в Футбольной лиге: | 252 | 78 | 60 | 115 | 334 | 386 | 215  |              |                                 |